# George Eckstein
George Eckstein (* 3. Mai 1928 in Los Angeles, Kalifornien; † 12. September 2009 in Brentwood, Kalifornien) war ein US-amerikanischer Drehbuchautor und Fernsehproduzent.

## Leben
Eckstein besuchte die Stanford University und die University of California und diente zwischen 1953 und 1955 in der United States Army. 1959 produzierte er am Broadway das Musical Billy Barnes Revue. Seit Beginn der 1960er Jahre arbeitete er als Produzent und Drehbuchautor an verschiedenen Fernsehserien wie Rauchende Colts und Dr. Kildare. Zwischen 1966 und 1967 betreute er die Serie Auf der Flucht und war Mitautor und Produzent der finalen Doppelfolge, welche mit 72 % die seinerzeit höchste Einschaltquote einer Serie in der Geschichte des US-amerikanischen Fernsehens hatte. Mit Beginn der 1970er Jahre produzierte er Fernsehfilme beim Sender ABC. Zu seinen Produktionen gehörte auch Duell, der erste Fernseh-Spielfilm des bis dahin unbekannten Steven Spielberg.
Eckstein war zeitweise Vorstandsmitglied der Writers Guild of America. Er war zwischen 1953 und 1966 mit der Schauspielerin Ann Guilbert verheiratet, mit der er zwei Kinder hatte, darunter die Schauspielerin Hallie Todd.

## Filmografie (Auswahl)

### Als Produzent
- 1966: Auf der Flucht (The Fugitive)
- 1971: Duell (Duel)
- 1972: Banacek
- 1977: Zwischen den Fronten (The Rhinemann Exchange)
- 1981: Masada
- 1982: Victims – Eine Frau nimmt Rache (Victims)
- 1985: Die Saat des Bösen (The Bad Seed)
- 1987: Am Rande der Hölle (Six Against the Rock)
- 1989: Die Entscheidung (When We Were Young)

### Als Drehbuchautor
- 1962: Dr. Kildare
- 1964: Rauchende Colts (Gunsmoke)
- 1963: Auf der Flucht (The Fugitive)
- 1967: Invasion von der Wega (The Invaders)
- 1971: Cannon
- 1987: Jake und McCabe – Durch dick und dünn (Jake and the Fatman)
- 1989: Perry Mason und der musikalische Mord (The Case of the Musical Murder)
- 1994: Meine Welt zerbricht (My Name Is Kate)
- 2005: Jane Doe: The Wrong Face

## Auszeichnungen
- 1970: Emmy-Nominierung für The Name of the Game
- 1981: Emmy-Nominierung für Masada
- 1982: Emmy-Nominierung für Love, Sidney